# コマーロム
コマーロム（Komárom, ドイツ語：Komorn）はハンガリー西北部、コマーロム・エステルゴム県の都市。ドナウ川に面した町であり、ドナウ川はスロバキアとの国境となっている。

## 歴史
現在のコマーロムが位置するのは、中世以来ハンガリー王国の王国自由都市としてドナウ川左岸に繁栄した都市コマーロム（現在のスロヴァキア、コマールノ）の共有地にすぎなかったが、ドナウ川左岸が、第一次世界大戦後のトリアノン条約によってチェコスロヴァキア領となったことに伴って、当時の市長を中心にハンガリー領に残ったドナウ川右岸に移住し建設し、戦間期ハンガリー政府によって都市として承認された。
現在、橋をわたってコマールノにも日常的に行くことができる。近隣には、19世紀に建造された要塞がある。近年には温泉レジャー施設ができ、湯治客も訪れるようになった。
詳細はコマールノを参照。

## 有名な出身者
- レハール・フェレンツ（コマールノの出身） - 作曲家
- ヴァーンベーリ・アールミン（コマールノの出身） - 東洋学者

## 姉妹都市
- コマールノ、スロバキア
- リエト（英語版）、フィンランド
- ソスノヴィエツ、ポーランド
- セベシュ、ルーマニア
- ナウムブルク (ヘッセン)、ドイツ